# Jefferson White
Jefferson White (* 3. November 1989 in Mount Veron, Linn County, Iowa) ist ein US-amerikanischer Schauspieler.

## Leben und Karriere
White ist in Mount Vernon, Iowa geboren und aufgewachsen. Er schloss 2012 an der Iowa State University sein Studium der darstellenden Kunst ab und wurde anschließend in ein Ausbildungsprogramm am Actors Theatre of Louisville in Kentucky aufgenommen. Nach einem Auftritt dort, setzte sich ein Schauspielagent mit ihm in Verbindung und White zog nach New York City und begann an Vorsprechen teilzunehmen.
Seine erste Fernsehrolle hatte er 2014 in zwei Folgen der FX-Fernsehserie The Americans an der Seite von Keri Russell. Seinen Durchbruch hatte er danach 2015 in der Rolle des Cole "Iowa" Dunlavey in der WGN America–Dramaserie Manhattan über das Manhattan-Projekt. 2016 war er in 7 Folgen von How to Get Away with Murder zu sehen. Im selben Jahr hatte er Gastauftritte bei Blue Bloods und der Netflix-Politthriller-Serie House of Cards.
Seit 2018 spielt White die Rolle des Jimmy Hurdstrom in der Neo-Western–Serie Yellowstone. 2022 spielte er neben Thandiwe Newton in God’s Country mit und 2023 war er in dem Film Eileen mit Anne Hathaway zu sehen.
White ist mit der Schauspielerin Casey Wortmann verheiratet.

## Filmografie
- 2014: The Americans (Fernsehserie, 2 Folgen)
- 2015: Law & Order: Special Victims Unit (Fernsehserie, 1 Folge)
- 2015: Manhattan (Fernsehserie, 9 Folgen)
- 2015: Elementary (Fernsehserie, 1 Folge)
- 2016–2020: Blindspot (Fernsehserie, 10 Folgen)
- 2016: How to Get Away with Murder (Fernsehserie, 7 Folgen)
- 2016: Blue Bloods (Fernsehserie, 1 Folge)
- 2016: House of Cards (Fernsehserie, 3 Folgen)
- 2016: Aquarius (Fernsehserie, 3 Folgen)
- 2017: Hat Trick Bitches (Fernsehserie, 1 Folge)
- 2018: The Alienist – Die Einkreisung (Fernsehserie, 4 Folgen)
- 2018–2024: Yellowstone (Fernsehserie)
- 2019: Treasure Trouble
- 2019: The Twilight Zone (Fernsehserie, 1 Folge)
- 2020: A Home in the Middle (Kurzfilm)
- 2021: The Good Fight (Fernsehserie, 1 Folge)
- 2021: The Bite (Miniserie, 4 Folgen)
- 2021: No Future
- 2021: Infiltration (Fernsehserie, 1 Folge)
- 2022: God’s Country
- 2022–2023: Chicago P.D. (Fernsehserie, 10 Folgen)
- 2023: Eileen
- 2023: Misprint (Kurzfilm)
- 2024: Civil War
- 2024: Hellboy: The Crooked Man